# 487 f.Kr.

## Händelser

### Efter plats

#### Grekland
- Ön Egina och staden Aten går i krig mot varandra, då ön tidigare har blivit stadens fiende, genom att ställa sig under persernas beskydd. Den spartanske kungen Leotychidas försöker utan framgång att medla fram en vapenvila.
- Det atenska arkontskapet blir valbart av medborgarna genom lottdragning, en viktig milstolpe på vägen mot Atens demokrati. Det finns nio arkonter och en sekreterare och tre av arkonterna har speciella funktioner. De är basileios (monark), polemark (ursprungligen militär befälhavare) och arkont eponymos (högste magistrat), som ger sitt namn till det innevarande året.